# Брусо
Брусо (порт. Bruçó)  —  район (фрегезия) в Португалии,  входит в округ Браганса. Является составной частью муниципалитета  Могадору. По старому административному делению входил в провинцию Траз-уж-Монтиш и Алту-Дору. Входит в экономико-статистический  субрегион Алту-Траз-уш-Монтеш, который входит в Северный регион. Население составляет 265 человек на 2001 год. Занимает площадь 31,54 км².
Покровителем района считается Дева Мария (порт. N.ª Srª da Assunção). 